# Stortjärnen (Bräcke socken, Jämtland, 695695-148959)
Stortjärnen är en sjö i Bräcke kommun i Jämtland och ingår i Ljungans huvudavrinningsområde.